# The Night Operator at Buxton
The Night Operator at Buxton è un cortometraggio muto del 1915 diretto da Robert G. Vignola.
È il diciottesimo episodio del serial cinematografico The Hazards of Helen interpretato da Helen Holmes. L'attrice ammalata è sostituita in questa puntata da Anna Q. Nilsson.

## Produzione
Il film fu prodotto dalla Kalem Company.

## Distribuzione
Distribuito dalla General Film Company, il film uscì nelle sale cinematografiche USA il 13 marzo 1915.